# Ander Murillo
Ander Murillo García, meglio noto come Ander Murillo (San Sebastián, 22 luglio 1983), è un allenatore di calcio, dirigente sportivo ed ex calciatore spagnolo, di ruolo difensore, tecnico in seconda del Bilbao Athletic.

## Palmarès

### Club

#### Competizioni nazionali
- Coppa di Cipro: 1

AEK Larnaca: 2017-2018